# رحلة الرعب (فلم)
رحلة الرعب  فيلم جريمة وتشويق وإثارة مصري  للمخرج محمد عبد العزيز، قصة وسيناريو وحوار صبري عزت. الفيلم من بطولة مديحة كامل، حسين فهمي، يوسف شعبان، أحمد عدوية وصلاح نظمي. تدور الأحداث حول نادية التي تقتل زوجها وتوجه السلطات الاتهام لشقيق القتيل، ويسعى ابن المتهم للضغط على نادية للاعتراف عن طريق مواجهتها بأقصى أنواع الرعب.
صدر الفيلم إلى دور العرض المصرية في 21 يوليو 1981.
منح موقع قاعدة بيانات الأفلام على الإنترنت (IMDB) الفيلم درجة 3.6/ 10.
منح موقع قاعدة بيانات الأفلام العربية «السينما.كوم» الفيلم درجة 5.7/ 10.

## طاقم التمثيل
مديحة كامل: في دور نادية
حسين فهمي: في دور كمال وهبة حلمي
يوسف شعبان: في دور الدكتور مدحت
صلاح نظمي: في دور يوسف حلمي (زوج نادية الثري)
عدوي غيث: في دور وهبة حلمي (شقيق الثري يوسف)
تغريد عبد الحميد: في دور رشا (شقيقة نادية الصغرى)
بدرية عبد الجواد: في دور الممرضة
بالاشتراك مع: أحمد عدوية - حسين الشريف - رشوان مصطفى - الطوخي توفيق - فكري طه.

## أحداث الفيلم
أضطرت نادية (مديحة كامل) للزواج من الثري يوسف حلمي (صلاح نظمي) للإنقاذ والديها وأخوتها من الفقر، وتحملت آذاه وعنفه وساديته الجنسية فترة طويلة، حتى انهارت أخيرا وأصيبت بانهيار عصبي، ونقلت للمستشفى تحت رعاية الدكتور مدحت (يوسف شعبان). كان يوسف حلمي رجل قوي شديد البخل، يحب المال واستولى على أملاك أشقائه بأبخس الاثمان، حتى أصبح شقيقه الأكبر وهبة (عدوي غيث) يعمل خادماً في بيته، مما أثار حفيظة ابنه كمال (حسين فهمي) الذي يقدم ألعابا مهارية بأحد الصالات، وثار على أبيه بسبب خنوعه لشقيقه وقبوله التنازل عن أملاكه بسهولة، ولكن والده نهره وطرده، ومنعه من التعرض لعمه. قررت نادية التحرر من قبضة زوجها والتخلص منه، فأظهرت حالة هياج ظاهري، ويلجأ الطبيب لحقنها بمنوم يستمر مفعوله 8 ساعات، ولكنها قدمت رشوة للممرضة (بدرية عبد الجواد) حتى لاتأخذ الحقنة، وتوجهت للمنزل، لتكتشف أن زوجها يحاول إغتصاب شقيقتها الأصغر رشا (تغريد عبد الحميد) فقامت بطعنه بسكين، وعادت مسرعة للمستشفى، بينما حضر مسرعا على صرخات رشا، شقيق القتيل وهبة حلمي، الذي وجدت النيابة بصماته على السكين، فوجهت له تهمة قتل شقيقه للإنتقام منه. كان وكيل النيابة وضابط المباحث يشكون في نادية، لأن دوافعها أكثر، فقاموا بالاتفاق مع الدكتور مدحت للإيقاع بناديه.
استغلت النيابة والشرطة رغبة كمال لإنقاذ والده، للمشاركة في خطة الإيقاع بنادية لدفعها لأن تعترف بقتلها لزوجها. بدأ الدكتور مدحت يتقرب لنادية حتى وثقت فيه وأحبته، ووافقت على مرافقته للإسكندرية برحلة استشفاء من الإنهيار العصبي. حاول كمال وضع ناديه في حالة رعب دائم ويساعده مدحت بإخباره بتحركات نادية، فظهر لها كمال في صورة قتيل بحجرتها، ثم أختفت الجثة، ولاحقها بتليفونات التهديد، وحاول قتلها مرارا، وشاهدته مع مدحت، وحينما وصلت إختفى، وأنكر ممدوح وجود كمال، كما تركها مدحت بالكباريه في مواجهة كمال الذي كان يلعب بلعبة الخناجر، وقذفها على منضدتها، لإثارة الرعب بداخلها، وخرجت مسرعة إلى الخارج ليقودها كمال من قدميها، ويقوم بسحلها مستخدما الموتوسيكل، ولكنها تخلصت منه ولجأت لمنزل مهجور لتجد فيه كل أنواع الرعب من جماجم وثعابين وعقارب، وأغلقت عليها الأبواب، ولكنها هربت لتشاهد كمال الذي طلب منها إنقاذ الرجل المظلوم وهبه واستطاعت ناديه صدمه بسيارتها، وحينما عادت للفندق وجدته سليما ويقف مع مدحت، الذي أنكر وقوفه معه، فقررت ناديه العودة للقاهرة، وفى الطريق اعترضها كمال بسيارة نقل الموتى، لكنها قررت مواجهته، فصدمته بسيارتها لتنقلب سيارة كمال، ولكنه يخرج سالما فترديه قتيلا بمسدس، وتطلب من مدحت مساعدتها في وضع جثته داخل السيارة وحرقها، وحينما عادت وجدته أمامها سليماً فانهارت واعترفت بكل شئ 

## روابط خارجية
- مقالات تستعمل روابط فنية بلا صلة مع ويكي بيانات
- رحلة الرعب على الدهليز
- رحلة الرعب على كاروهات

https://flixchart.com/rehlat-al-roab-229835 نسخة محفوظة 18 أغسطس 2022 على موقع واي باك مشين. رحلة الرعب (فيلم)
https://www.peliplat.com/es/library/movie/pp08642314 رحلة الرعب (فيلم)